# Pimelomera goossensi
Pimelomera goossensi är en skalbaggsart som beskrevs av Marc Lacroix 2005. Pimelomera goossensi ingår i släktet Pimelomera och familjen Melolonthidae. Inga underarter finns listade i Catalogue of Life.